# キャラクターソフト
キャラクターソフトは、かつて存在したサンリオが子会社として設立した日本のゲーム会社である。

## 概要
ハローキティやけろけろけろっぴなどのサンリオキャラクターを用いたキャラクターゲームのみを発売していたため、著作権表記に関しては、当社のクレジットは一切使用していない。とりわけ、廃業後は知的財産権を親会社のサンリオに移管している。
発売するソフトに関して、一貫してリセットボタン（ゲームボーイ用ソフトは、A、B、スタート、セレクトボタンの同時押しで対応）を押した後は、企業ロゴを飛ばしてタイトル画面に直接入る仕様を採用している。
広告活動に関しては、紙媒体の広告として、いちご新聞やあそびの国などといったサンリオ雑誌向けやファミコン通信や電撃スーパーファミコンといったゲーム雑誌向けの広告が主である。映像媒体は、同じタイトルであってもサンリオ系列番組向けにはサンリオのCMとして製作されるものと、ゲーム番組など、それ以外の番組向けには初心会ルートでの流通委託元（サンリオ販売店以外）でもあるアスキー（初代）のCMとして製作されるものの2種類があり、双方とも内容紹介部分は同じであり、最後の企業ロゴのみが異なっていた。
広告活動上、サンリオキャラクター自体が幼児層への支持が厚いことから、発売当時の標準的なソフト容量よりも少なめの容量で供給されており、他社に比べて低価格であるため、子供にも手が届きやすい価格で販売されている。この関係でスーパーファミコンの参入は、1993年と遅めであった。

## 発売したゲーム
- サンリオカーニバル （FC 1990年11月22日発売）
- けろけろけろっぴの大冒険 （FC 1991年3月29日）
- サンリオカーニバル （GB 1991年5月11日発売）
- みんなのたあ坊なかよし大作戦 （FC 1991年11月22日）
- ハローキティワールド （FC 1992年3月27日） - バルーンファイトの続編として海外でのみ販売されたゲームボーイソフト「Balloon Kid」のキャラ差し替え移植版。日本のみで発売されたソフトでありかながら、外国製のNetflixオリジナルドキュメンタリー番組である『ハイスコア: ゲーム黄金時代』にもサンリオの利用申請を獲てプレイ画面が出ている。
- サンリオカップポンポンバレー（FC 1992年7月17日）
- ハローキティのおはなばたけ （FC 1992年12月11日）
- サンリオカーニバル2 （FC 1993年1月14日）
- けろけろけろっぴの大冒険2 ドーナツ池はおおさわぎ!! （FC 1993年2月19日）
- サンリオカーニバル2 （GB 1993年3月19日）
- サンリオワールドスマッシュボール! （SFC 1993年7月16日）
- けろっぴとけろりーぬのスプラッシュボム! （FC 1993年12月1日）
- けろけろけろっぴの冒険日記 （SFC 1994年3月25日）
- サンリオ上海（SFC 1994年8月31日）